# Canton des Abymes-5
Le Canton des Abymes-5 est une ancienne division administrative française, située dans le département de la Guadeloupe et la région Guadeloupe.

## Composition
Le canton des Abymes-5 comprenait une fraction de commune :
- Les Abymes, fraction de commune : 9 825 habitants

## Administration
| Période                                                 | Période | Identité            | Étiquette | Qualité                                                             |
| ------------------------------------------------------- | ------- | ------------------- | --------- | ------------------------------------------------------------------- |
| 1985                                                    | 1994    | Arthur Boucard      | PS        | Adjoint au maire des Abymes                                         |
| 1994                                                    | 2001    | Marcel Vespasien    | PS        | Adjoint au maire des Abymes                                         |
| 11 mars 2001                                            | 2015    | Dominique Théophile | GUSR      | Contrôleur de gestion Vice-président du conseil général (2004-2015) |
| Les données antérieures ne sont pas encore mentionnées. |         |                     |           |                                                                     |